# فرانسيس بيدل
فرانسيس بيدل (بالفرنسية: Francis Biddle) (و. 1886 – 1968 م) هو محام، وقاض، وكاتب سيناريو من فرنسا ولد في باريس.
تولى منصب نائب عام الولايات المتحدة وكان القاضي الأمريكي الرئيسي في محاكمات نورمبرج. وهو عضو في الحزب الديمقراطي الأمريكي .

## التعليم
تعلم في كلية هارفارد للحقوق.

## روابط خارجية
- فرانسيس بيدل على موقع IMDb (الإنجليزية)
- فرانسيس بيدل على موقع مونزينجر (الألمانية)
- فرانسيس بيدل على موقع أول موفي (الإنجليزية)
- فرانسيس بيدل على موقع إن إن دي بي (الإنجليزية)
- فرانسيس بيدل على موقع قاعدة بيانات الفيلم (الإنجليزية)
- فرانسيس بيدل على موقع كينوبويسك (الروسية)